# Jelyzaveta Kalanina
Jelyzaveta Viktorivna Kalanina (in ucraino Єлизавета Вікторівна Каланіна?; Kremenčuk, 1º febbraio 1995) è una judoka ucraina.

## Palmarès
- Europei

Tel Aviv 2018: bronzo nei +78 kg.
Praga 2020: bronzo nei +78 kg.
- Universiadi

Kazan' 2013: bronzo nell'open.
- Festival olimpico della gioventù europea

Trebisonda 2011: oro nei +70 kg.
- Europei Under-23

Tel Aviv 2016: bronzo nei +78 kg.
- Mondiali juniores

Abu Dhabi 2015: bronzo nei +78 kg.
- Europei Under-20

Parenzo 2012: bronzo nei +78 kg.
- Mondiali cadetti

Kiev 2011: argento nei +70 kg.
- Europei cadetti

Cottonera 2011: bronzo nei +70 kg.

### Vittorie nel circuito IJF
| Data           | Località | Paese       | Categoria  |
| -------------- | -------- | ----------- | ---------- |
| 11 marzo 2018  | Agadir   | Marocco     | Grand Prix |
| 12 maggio 2019 | Baku     | Azerbaigian | Grand Slam |